# ویندسور (کلرادو)
ویندسور (به انگلیسی: Windsor) شهری در ایالت کلرادو کشور ایالات متحده آمریکا است که جمعیت آن در سرشماری سال ۲۰۱۰ میلادی، ۱۸٬۶۴۴ نفر بوده‌است.